# Cegielnia-Łąka
Cegielnia-Łąka – dawny przysiółek wsi Roztoka w Polsce, w województwie wielkopolskim, w powiecie konińskim, w gminie Kleczew.  Miejscowość zniesiona 1 stycznia 2017.
Miejscowość wchodziła w skład sołectwa Sławoszewo.
W latach 1975–1998 miejscowość administracyjnie należała do województwa konińskiego.